# Frank Reinhold

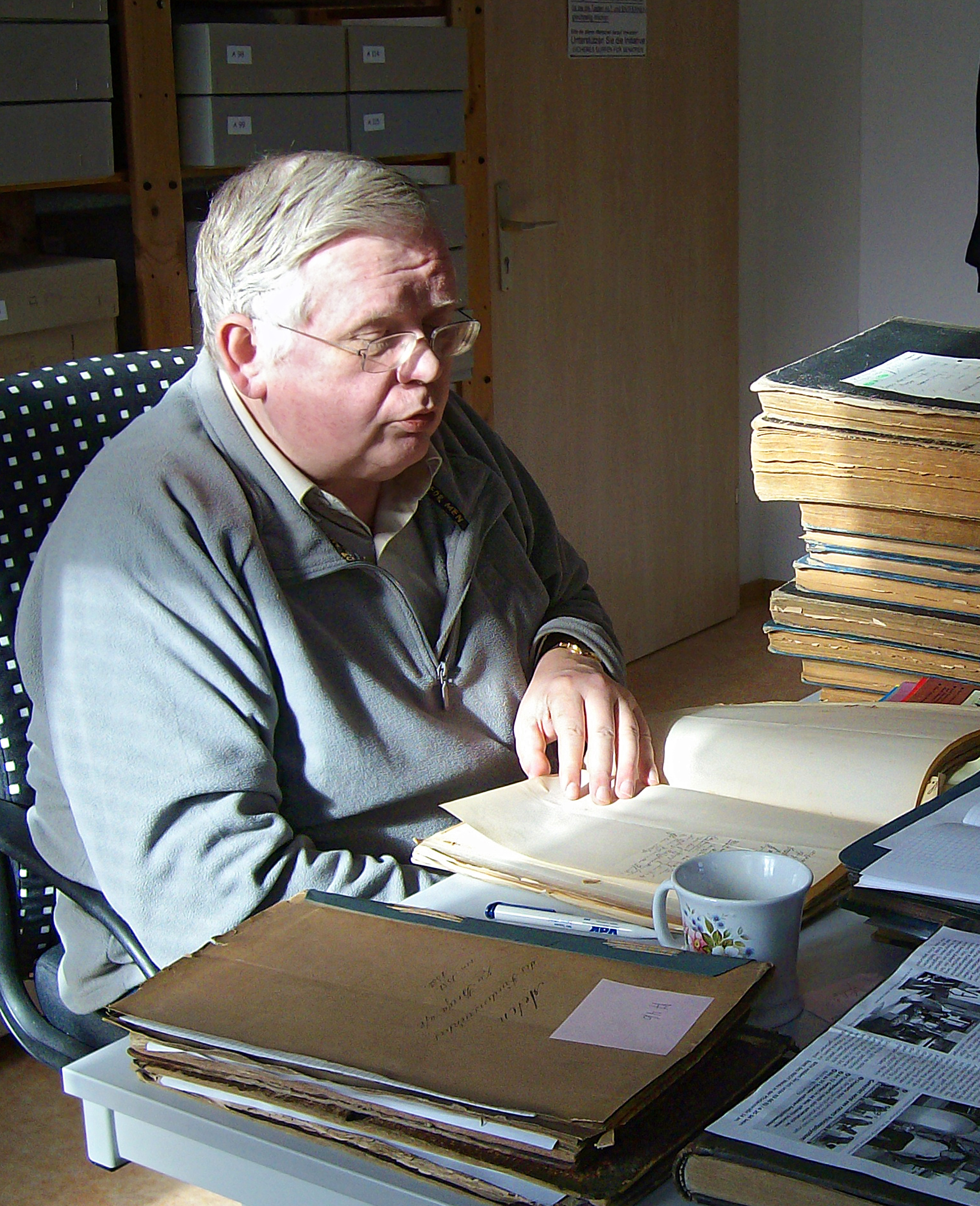
Frank Reinhold 2013

Frank Reinhold (* 23. April 1953 in Obergeißendorf; † 14. Juli 2013 in Bennewitz) war deutscher Dialekt- und Regionalgeschichtsforscher.

## Leben
Frank Reinhold studierte Englisch und Russisch an der Pädagogischen Hochschule Potsdam und wurde dort 1983 promoviert. Anschließend war er im Schuldienst tätig. Er war Mitarbeiter des Thüringer Wörterbuchs, eines Gemeinschaftsprojekts der Universität Jena und der Sächsischen Akademie der Wissenschaften. Ferner war er am Thüringischen Staatsarchiv in Greiz tätig. 
Reinhold war Schriftleiter der Zeitschrift Familie und Geschichte im Verlag Degener & Co. und  weiterer  Publikationen. Außerdem war er Mitarbeiter im Verein „Vogtländischer Altertumsforschender Verein zu Hohenleuben“ und Mitglied in der „Thüringischen Vereinigung für Volkskunde“.

## Veröffentlichungen (Auswahl)
- Untersuchungen zur sprachlichen Realisierung des Kommunikationsverfahrens Beweisen in informierenden, aktivierenden und klärenden Texten der russischen Sprache der Gegenwart. Dissertation Pädagogische Hochschule Potsdam 1983
- mit Wolfgang Lösch, Rainer Petzold, Susanne Wiegand: Kleines Thüringer Wörterbuch. Reclam, Leipzig 1995.
- mit Günter Hummel, Barbara Löwe: Der Meister H. W. Ein kunstgeschichtlicher Streifzug zu Leben und Werk des Bildhauers Hans Witten. Verlag Beier & Beran, Altenburg/Langenweißbach/Neumark 2003, ISBN 3-930036-80-0.
- 800 Jahre Burkersdorf (1209-2009). Festschrift. Verlag Beier & Beran, Langenweißbach 2009, ISBN 978-3-941171-14-5.
- Familienbuch Berga, Elster bei Weida mit Albersdorf, Eula, Markersdorf, Pöltschen und Untergeißendorf (Landkreis Greiz). 1571 bis 1696. Arbeitsgemeinschaft für Mitteldeutsche Familienforschung, Leipzig 2011.
- mit Ulrich Benndorf: Kosma und Kürbitz im Altenburger Land. Eine kulturgeschichtliche Zeitreise; mit Ortsfamilienbuch (1547–1617). Verlag Beier & Beran, Altenburg/Langenweißbach/Neumark 2011, ISBN 978-3-941171-61-9.